# Christian Bérard
Pour les articles homonymes, voir Bérard.
Christian Jacques Bérard, couramment surnommé « Bébé », est un peintre, illustrateur, scénographe, décorateur et créateur de costumes français, né le 20 août 1902  dans le 7e arrondissement de Paris, ville où il est mort le 12 février 1949  dans le 6e arrondissement,. Il connaît son heure de gloire entre les années 1930 et la fin des années 1940.

## Biographie

### Famille et études
Christian Bérard est issu d'un milieu bourgeois, il a pour père André Bérard architecte,  et perd prématurément sa mère, Marthe de Borniol. Après des études au lycée Janson-de-Sailly, il entre en 1920 à l'Académie Ranson. Il est influencé par Édouard Vuillard et Maurice Denis.

### Carrière
Christian Bérard expose ses œuvres pour la première fois en 1925 à la galerie Pierre. Jacques Bonjean et Pierre Colle, galeristes associés à Christian Dior, exposent régulièrement les œuvres de Bérard. Il collabore par la suite avec Jean-Michel Frank, grande figure de l'Art déco, avec lequel il réalise des panneaux peints et des projets de dessin de tapis, un vestibule au décor en trompe l'oeil pour la maison Guerlain avenue des Champs Elysées. Ses peintures ont essentiellement pour objet la figure humaine.
De 1926 (exposition à la galerie Eugène Druet) à 1930, il appartient au groupe d'artistes « néo-humanistes», ou " néo-romantiques " constitué autour du retour à la figuration et défendu par le critique Waldemar George, avec notamment les frères Leonid et Eugene Berman, Pavel Tchelitchev, Thérèse Debains, Kristians Tonny et Joseph Floch. Il n'expose plus ses tableaux à partir de 1934, engageant sa carrière sur d'autres voies . Il poursuit son activité picturale de façon assez confidentielle en des exemples éblouissants soutenu par de grands collectionneurs, Marie-Laure et Charles de Noailles, Julien Green, Edward James, Jean et Dominique de Ménil, James Thrall Soby qui lèguera au MoMA à New York la toile emblématique du mouvement Néo-romantique On the Beach ou Double autoportrait sur une plage, 1933.  Marie-Blanche de Polignac lui passera commande pour le décor de sa salle à manger rue Barbet de Jouy.
Dès le début, il est attiré par le théâtre dont il deviendra l'un des principaux créateurs de décors et de costumes au cours des années 1930 et 1940. Il travaille dès 1930 en étroite collaboration avec Jean Cocteau et Louis Jouvet,, pour lesquels il réalise entre autres les costumes et/ou les décors de La Machine infernale (1934), L'École des femmes (1935) La Folle de Chaillot de Jean Giraudoux (1945), Les Bonnes de Jean Genet (1947) et Dom Juan de Molière (1948), sa contribution la plus célèbre demeurant en 1946 la conception des décors et des costumes du film de Jean Cocteau, La Belle et la Bête. En plus du théâtre il s'investit durant sa carrière dans le ballet. 
En 1942 , il est l'illustrateur de l'édition de luxe de Mille regrets, recueil de nouvelles  de son amie Elsa Triolet. 
Après avoir collaboré ponctuellement avec Vogue, il débute en 1935 une relation de travail fidèle avec ce magazine, relation qui se poursuivra jusqu'à Noël 1948 peu avant sa mort. Il est également proche de Carmel Snow du magazine de mode américain Harper's Bazaar pour lequel il réalise des illustrations. Il fera la couverture d'un prestigieux numéro hors série de l'édition française de Vogue, diffusé immédiatement après la Libération. Il dessine d'un trait le célèbre Tailleur Bar peu après, et participe à la décoration de la nouvelle boutique Dior avenue Montaigne. En parallèle de toutes ces activité, il est également décorateur d'intérieur ou scénographe pour ses amis. 
Après la Libération de Paris de 1944, l'hôtel de Charost est redécoré par Georges Geffroy et Christian Bérard.
Consommateur d'opium, stupéfiant tombé un peu en désuétude après la guerre, Christian Bérard meurt subitement dans la nuit 11 au 12 février 1949 lors de répétitions au théâtre Marigny des Fourberies de Scapin d'une embolie cérébrale. Ses obsèques célébrées par le Père Couturier ont lieu le 16 février en l'Eglise Saint-Sulpice. En 1950, Francis Poulenc compose son Stabat Mater à sa mémoire et, la même année, Cocteau dédie son film Orphée à celui qu'il surnommait « Bébé ». Christian Bérard est inhumé au cimetière du Père-Lachaise (16e division), à Paris.

## Vie privée
À partir de 1929, Il forme avec Boris Kochno, ancien secretaire de Diaghilev et librettiste pour les Ballets Russes, un couple très en vue dans le monde théâtral et les milieux mondains. Tous deux collaborent pour les Ballets Russes de Monte-Carlo ainsi que pour les Ballets des Champs Elysées aux côtés de Roland Petit jusqu'à la mort de Bérard en 1949. Ils assureront la direction artistique du Théâtre de la Mode en 1945.

## Principales créations
- 1930 : La Voix humaine de et mis en scène par Jean Cocteau - Scénographie
- 1932 : Cotillon, ballet sur des musiques d'Emmanuel Chabrier, chorégraphie George Balanchine pour les Ballets russes de Monte-Carlo - Costumes et décors
- 1934 : La Machine infernale de Jean Cocteau, mise en scène Louis Jouvet - Costumes et décors
- 1935 : Margot d'Édouard Bourdet, mise en scène Pierre Fresnay - Costumes et décors
- 1936 : L'École des femmes de Molière, mise en scène Louis Jouvet - Costumes et décors
- 1937 : L'Illusion comique de Corneille, mise en scène Louis Jouvet - Costumes et décors
- 1938 : Le Corsaire de Marcel Achard, mise en scène Louis Jouvet - Costumes et décors
- 1939 : Ondine de Jean Giraudoux, mise en scène Louis Jouvet - Décors
- 1940 : Les Monstres sacrés de Jean Cocteau, mise en scène André Brulé - Scénographie
- 1941 : La Jalousie du barbouillé de Molière, mise en scène Louis Jouvet - Costumes et décors
- 1942 : Sodome et Gomorrhe de Jean Giraudoux, mise en scène Georges Douking - Costumes et décors

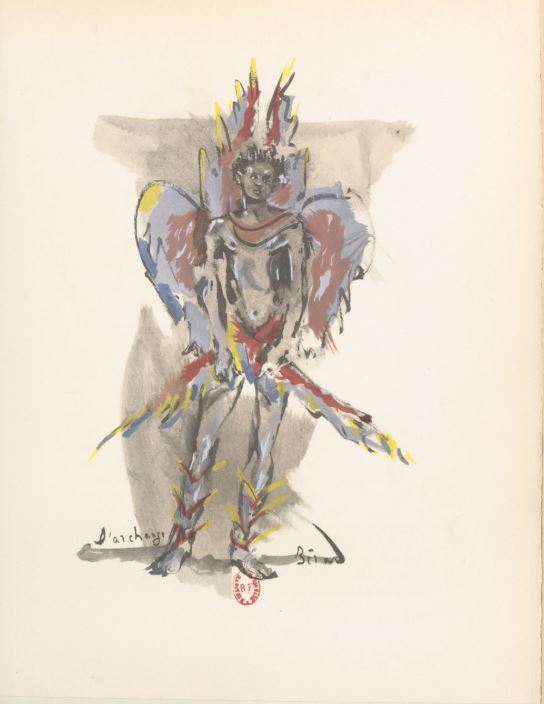
Illustration par Christian Bérard de Sodome et Gomorrhe de Jean Giraudoux

- 1943 : Renaud et Armide de Jean Cocteau, mise en scène Jean Cocteau - Costumes et décors
- 1945 :
  - La Folle de Chaillot de Jean Giraudoux, mise en scène Louis Jouvet - Costumes et décors
  - L'Annonce faite à Marie de Paul Claudel, mise en scène Louis Jouvet - Costumes et décors
- 1946 :
  - L'Aigle à deux têtes de et mis en scène par Jean Cocteau - Costumes
  - La Belle et la Bête, Costumes et décors du film de Jean Cocteau
- 1947 :
  - Les Bonnes de Jean Genet, mise en scène Louis Jouvet, théâtre de l'Athénée - Décors
  - Dom Juan de Molière, mise en scène Louis Jouvet - Costumes et décors
  - La Fontaine de jouvence de Boris Kochno, mise en scène Jean-Louis Barrault - Costumes et décors
  - Amphitryon de Molière, mise en scène Jean-Louis Barrault - Costumes et décors
  - Thérèse Raquin d'Émile Zola, mise en scène Jean Meyer - Costumes et décors
- 1949 :
- Partage de midi de Paul Claudel, mise en scène Jean-Louis Barrault - Costumes
- Les Fourberies de Scapin, mise en scène Louis Jouvet - Théâtre Marigny - Costumes et décors

## Collections
- Le Nouveau Musée National de Monaco dispose dans ses collections d'une cinquantaine d'oeuvres de Christian Bérard.
- Musée national d’Art moderne de Paris.
- Musée d'Orsay Paris.
- Musée Christian Dior Granville.
- Galerie Christian Dior Paris.
- Musée Yves Saint Laurent Paris.
- BN Département Arts du Spectacle Paris.
- Musée Jean Cocteau Menton.
- Musée national d’Art moderne et contemporain de Grenoble.
- Musée Cantini, Marseille.
- National Portrait Gallery Londres.
- Museum of Modern Art New York.
- Wadsworth Hartford Connecticut.

## Expositions et rétrospectives muséales en France après 1950
- Musée d'Art Moderne de la Ville de Paris 1950 : Christian Bérard.
- Musée Cantini Marseille 1973 : Christian Bérard.
- Musée d'Art Moderne de Troyes 2002 : Hommage à Christian Bérard autour d'un tableau de Degas.
- Musée Richard Anacréon Granville 2011 : Christian Bérard l'Enchanteur  & Musée Maison Christian Dior Granville 2011 : Dior, le Bal des artistes.
- Maison Musée Jean Cocteau Milly-la-Forêt 2013 : Christian Bérard Magicien du Spectacle.
- Palais Lumière Evian 2022[5]: Christian Bérard au Théâtre de la Vie.
- Nouveau Musée National de Monaco, Villa Paloma à Monaco en 2022 : Christian Bérard, Excentrique Bébé.
- Musée Marmottan-Monet Paris 2023 : Néo-Romantiques, Un moment oublié de l'art moderne, 1926 -1972.